# لاو کانال
الگو:Infobox superfund
لاو کانال (به انگلیسی: Love Canal) یک منطقهٔ مسکونی در ایالات متحده آمریکا است که در نیویورک واقع شده‌است.